# Bantia fusca
Bantia fusca är en bönsyrseart som beskrevs av Lucien Chopard 1911. Bantia fusca ingår i släktet Bantia och familjen Thespidae. Inga underarter finns listade i Catalogue of Life.